# Anke Lüdeling
Anke Lüdeling (* 25. Mai 1968) ist eine deutsche Germanistin.

## Leben
Nach dem Abitur 1988 am Ubbo-Emmius-Gymnasium Leer studierte sie von 1988 bis 1995 allgemeine Sprachwissenschaft und Informatik an der Universität Hamburg. Nach der Promotion 1998 bei Marga Reis und Arnim von Stechow an der Universität Tübingen war sie von 2002 bis 2008 Juniorprofessorin für Korpuslinguistik am Institut für deutsche Sprache und Linguistik an der Humboldt-Universität zu Berlin. Seit 2008 ist sie Professorin für Korpuslinguistik und Morphologie am Institut für deutsche Sprache und Linguistik, Humboldt-Universität zu Berlin.
Ihre Schwerpunkte sind Register, Sprachwandel: Wie kann man Register beschreiben? Wie verändern sich Register (Ridges)?, Morphologie: Wortbildung (besonders Komposition), morphologische Produktivität, neoklassische Wortbildung, morphologischer Wandel, Muster/ähnlichkeitsbasierte Prozesse vs. Regeln/kategorische Prozesse, Korpuslinguistik: Aufbau von Korpora von Nichtstandardsprache, wie z. B. historische Korpora (Ridges, Laudatio), Lernerkorpora (Falko), Korpora gesprochener Sprache (BeMaTaC).

## Schriften (Auswahl)
- Untersuchungen zu einer konzeptuellen Fundierung der lexikalischen Semantik am Beispiel des Vollverbs haben. Heidelberg 1995, OCLC 722099647.
- On particle verbs and similar constructions in German. Stanford 2001, ISBN 0-57586-302-2.
- mit Mirko Hochmuth und Ulf Leser: Simulating and reconstructing language change. Berlin 2008.
- Grundkurs Sprachwissenschaft. Stuttgart 2013, ISBN 978-3-12-939019-1.